# 普拉森 (加利福尼亚州)
普拉森（英語：Placentia），是美国加利福尼亚州橙县下属的一座城市。建市于1926年12月2日，面积大约为6.57平方英里（17平方公里）。根据2010年美国人口普查，该市有人口50,533人。